# Pongrac (berg)
Pongrac är ett berg i Österrike.   Det ligger i distriktet Deutschlandsberg och förbundslandet Steiermark, i den sydöstra delen av landet, 190 km söder om huvudstaden Wien. Toppen på Pongrac är 994 meter över havet, eller 13 meter över den omgivande terrängen. Bredden vid basen är 0,16 km.
Terrängen runt Pongrac är kuperad åt sydväst, men åt nordost är den platt. Runt Pongrac är det glesbefolkat, med 16 invånare per kvadratkilometer.. Närmaste större samhälle är Deutschlandsberg, 19,1 km norr om Pongrac. 
I omgivningarna runt Pongrac växer i huvudsak blandskog.